# Gérald de Mayo
Gérald de Mayo (* vers 642 en Angleterre, † le 13 mars 732 à Mayo en Irlande) était un moine bénédictin dans le monastère de Komoman à Lindisfarne. Puis, il fonda à Mayo en Irlande un monastère pour des moines anglais où il était gérant en tant qu'abbé. 
Vers 665, le peuple demanda l'aide de Gérald pendant la peste et la famine. Il voulait qu'il demande à Dieu dans une prière de les sauver des souffrances de la famine et de leur permettre de supporter la peste. Mais Gérald refusa. Une partie de la population mourut des suites de la peste, l'autre fut épargnée car elle avait trouvé refuge sous le large manteau de Gérald.

## Biographie
Né vers 642 en Angleterre, † le 13 mars 732 à Mayo en Irlande
Gérald vécut d'abord au monastère anglais de Lindisfarne comme moine bénédictin. En 664, il accompagna son abbé, saint Colman, au synode de Whitby non loin de Lindisfarne sur la côte Est de l'Angleterre. À cause des querelles entre les Irlandais et les Anglo-Saxons, il alla fonder un nouveau monastère dans le comté irlandais de Mayo et céda le sien aux Anglo-Saxons. Ainsi est-il devenu abbé de Mayo.
On a élaboré toute une légende autour de son patronage contre la peste: Vers 665 il y eut une grande famine. N'étant plus capable de supporter la faim, la population préféra supporter la peste que de continuer à souffrir de la faim. C'était Gérald qui dut demander à Dieu la libération de la faim et la force de supporter la peste.
Pourtant, il refusa la demande du peuple car il la considéra comme impie. Les citoyens demandèrent donc eux-mêmes cette faveur à Dieu. Peu après, la peste se déchaîna et deux tiers de la population périrent. Pour survivre, la population se réfugia sous le manteau de Gérald qui grossit énormément. 

## Origine du nom
Gérald est un prénom d’origine germanique, précision vieux haut allemand. Il est composé du germain ger, « lance, pique » et waldan, « commander, gouverner ».

## Présentation
Gérald de Mayo est présenté comme abbé qui protège les demandeurs de secours sous son manteau.

## Patron
Gérald est le saint patron contre la peste.

### Liens
- Notice dans un dictionnaire ou une encyclopédie généraliste :   - Oxford Dictionary of National Biography